# Полозюк Аліна Євгенівна
Аліна Євгенівна Полозюк (нар. 5 травня 2002) — українська фехтувальниця на рапірах.

## Спортивна кар'єра
У квітні 2021 року зуміла стати бронзовою призеркою чемпіонату світу серед юніорів у командних змаганнях.
У грудні 2021 року виграла свою першу медаль юніорського Кубка світу, поступившись у фіналі.
У 2022 році стала бронзовою призеркою чемпіонату Європи серед юніорів у командних змаганнях, а на чемпіонаті світу українська команда поступилася у бронзовому поєдинку.
12 лютого 2023 року, на етапі Кубка світу в Турині зуміла виграти особисту бронзову медаль. Полозюк стала першою українською рапіристкою якій вдалося виграти медаль на змаганнях такого рівня. На цих змаганнях вона перемогла японку Карін Міявакі (15:13), досвідчену німкеню Анну Зауер (15:8), олімпійську медалістку Полін Ранв'є (15:4), чинну олімпійську чемпіонку Лі Кіфер (15:11), поступившись у півфіналі чинній чемпіонці світу Ізаорі Тібус (6:15).